# Jeffery Broadwater

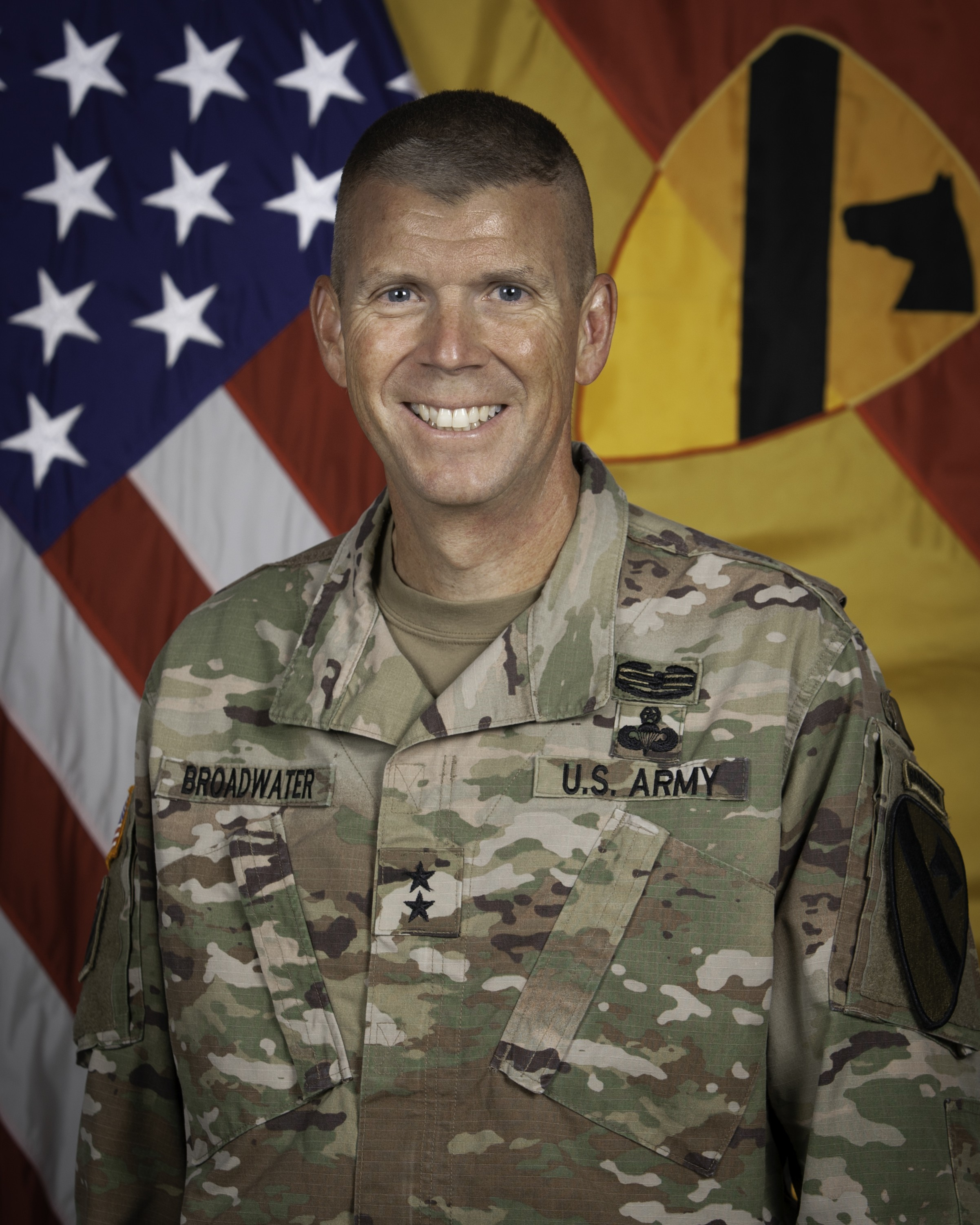
Jeffery D. Broadwater (2020)

Jeffery D. Broadwater (* 1967 in Fort Benning, heute Fort Moore, Georgia) ist ein pensionierter Generalmajor der United States Army. Er war unter anderem Kommandeur der 1. Kavalleriedivision.
Über das ROTC-Programm der University of Kentucky gelangte er im Jahr 1989 in das Offizierskorps des US-Heeres. Dort wurde er als Leutnant den Panzertruppen zugeteilt. In der Armee durchlief er anschließend alle Offiziersränge vom Leutnant bis zum Zwei-Sterne-General.
Im Lauf seiner militärischen Karriere absolvierte Broadwater verschiedene Kurse und Schulungen. Dazu gehörten unter anderem der Scout Platoon Leader’s Course, der Armor Officer Advanced Course in Fort Knox, die Ranger School, das Command and General Staff College und das National War College.
In seinen jüngeren Jahren absolvierte er den für Offiziere in den niederen Rangstufen üblichen Dienst in unterschiedlichen Einheiten und Standorten. Dazu gehörten auch Aufgaben als Stabsoffizier in verschiedenen Hauptquartieren. Er war zunächst mit einer Einheit des 11. Kavallerieregiments (Panzer) in Deutschland stationiert. Von da wurde er im Jahr 1991 während des Zweiten Golfkriegs nach Saudi-Arabien und dann nach Kuwait versetzt.
Nach seiner Rückkehr in die Vereinigten Staaten absolvierte er zunächst den Armor Officer Advanced Course. Danach diente er in verschiedenen Funktionen beim 73. Panzerregiment das der 82. Luftlandedivision unterstand. Dort war er unter anderem Kompanieführer. Mitte der 1990er Jahre war er an der Operation Uphold Democracy in Haiti beteiligt. Im weiteren Verlauf des Jahrzehnts absolvierte er eine Weiterbildung in Monterey in Kalifornien. Danach war er als Dozent für Mathematik an der United States Military Academy in West Point tätig.
Anfang der 2000er Jahre absolvierte er das Command and General Staff College in Fort Leavenworth in Kansas. Zwischen Juni 2003 und Mai 2006 gehörte er dem Stab der 1. Brigade der 1. Infanteriedivision an. Dabei war er auch im Irak eingesetzt. Danach kommandierte er die 3. Schwadron des 7. Kavallerieregiments, mit der er erneut in den Irak verlegt wurde. Daran schloss sich eine Versetzung zum National Training Center in Fort Irvin in Kalifornien an, wo er als Ausbildungsoffizier tätig war. Anschließend absolvierte er das National War College.
Nach einer zwischenzeitlichen Verwendung als Stabsoffizier bei der Army Review Boards Agency in Washington, D.C. erhielt Broadwater im Juni 2012 das Kommando über die 2. Brigade der 1. Infanteriedivision. Dieses Amt hatte er bis zum Juni 2014 inne. Anschließend kehrt er zum National Training Center zurück, wo er zwischen Juli 2014 und August 2015 die Stabsabteilung für Operationen (Operations Group) leitete. Daran schloss sich eine Versetzung zum Stab der 1. Panzerdivision an. Dort leitete er in den Jahren 2015 und 2016 deren Stabsabteilung G4 für Logistik und Nachschub. Dabei wurde er auch in Afghanistan im Rahmen der Operation Resolute Support eingesetzt. Es folgte eine erneute Rückkehr zum National Training Center in Fort Irvin. In den Jahren 2016 bis 2019 war er dessen Kommandeur.
Im September 2019 erhielt Jeffrey Broadwater als Nachfolger von Paul T. Calvert das Kommando über die in Fort Hood dem späteren Fort Cavazos stationierte 1. Kavalleriedivision. Dieses Kommando hatte er bis Juli 2021 inne. Damals wurde führenden Offizieren in Fort Hood vorgeworfen, gegen Straftaten und Straftäter zu milde vorzugehen. Betroffen waren 14 Offiziere, von denen einige entlassen und andere suspendiert wurden. Zur Gruppe der Suspendierten gehörte auch Jeffrey Broadwater. Daher verlor er sein Amt als Divisionskommandeur. Gegen ihn und andere wurden Untersuchungen eingeleitet. Broadwater wurde nach dem Ende der Untersuchungen für unschuldig befunden und rehabilitiert. Er nahm zwar nicht an der Zeremonie zum Kommandowechsel bei der 1. Kavalleriedivision im Juli 2021 teil, als John B. Richardson IV seine Nachfolge als Divisionskommandeur antrat, erhielt aber den Posten des stellvertretenden Kommandeurs des V. Korps, den er von 2021 bis 2023 innehatte. Danach schied Broadwater aus dem aktiven Militärdienst aus.

## Orden und Auszeichnungen
Jeffrey Broadwater erhielt im Lauf seiner militärischen Laufbahn unter anderem folgende Auszeichnungen:
- Defense Superior Service Medal
- Legion of Merit
- Bronze Star Medal
- Meritorious Service Medal
- Army Commendation Medal
- Army Achievement Medal